# Wendy Brown
Wendy L. Brown (28 de noviembre de 1955 (69 años) es una filósofa y politóloga estadounidense. Es investigadora del Institute for Advanced Study de Princeton y profesora de "Primera Clase de 1936" de Ciencia Política y miembro central de la Facultad en el Programa de Teoría crítica en la Universidad de California, Berkeley.

## Carrera
Wendy Brown recibió su BA tanto en economía como en política por la UC Santa Cruz; y, su M.A. y Ph.D en filosofía política por la Universidad de Princeton. Antes de tomar una posición en la UC Berkeley en 1999, Brown enseñó en la Williams College y en la UC Santa Cruz. En Berkeley, más allá de sus roles de enseñanza primaria en Teoría Política y en Teoría Crítica, Brown también pertenece como miembro de la Facultad, afiliada al Departamento de Retórica, en los Programas de 1) Jurisprudencia y Política Social, 2) Mujeres, Género y Sexualidad, 3) Tempranos Estudios modernos.

### Conferencista invitada
Desarrolla actividades de extensión universitaria, en todo el mundo; y, ha ocupado en tales visitas a altas casas de estudio, numerosas posiciones honorarias, como en el "Instituto de Estudios Avanzados" de Princeton, el "Instituto de Ciencias Humanas" de Viena, la Universidad Johann Wolfgang Goethe de Fráncfort, el "Instituto de Investigación en Humanidades de la UC" de Irvine, el "Instituto de Humanidades de la Teoría Crítica de Escuela de Verano", de Birkbeck, Universidad de Londres (de 2012 a 2015).
Fue miembro principal invitada del Centro de Humanidades en la Universidad de Cornell (2013) y profesora visitante:
- de la Universidad de Columbia (2014),
- de Phi Beta Kappa (2014),[6]
- y analista de "Derecho y gobierno", en la Universidad de Cornell (2015),
- Shimizu de Derecho en la London School of Economics (2015),[7]
- de la European Graduate School (2016).[8]

Además, entre sus conferencias honoríficas, que la Dra. Brown ha impartido, se encuentran las:
- Conferencia Anual de Beaverbrook en la Universidad McGill (2015);[9]

- discurso en el Centro Pembroke en la Universidad Brown (2015);[10]

- discurso en el Instituto Zolberg sobre Migración y Movilidad (2016);[11]

- discurso en la "4ª Conferencia de Democracia" – siguiendo a Thomas Piketty, Naomi Klein, y al periodista Paul Mason – en la "Haus der Kulturen der Welt in Berlin" (2017);[12]

- discurso en la 13.ª Conferencia de la Asociación Europea de Sociología en Atenas (2017);[13]

- ponencia en la conferencia Wellek, en la UC Irvine (2018);[14]

- discurso en las Conferencias Gauss, en la Universidad de Princeton (2018).[15]

El pensamiento de Brown, sobre el declive de la soberanía y el vaciamiento de la democracia ha encontrado audiencias populares y periodísticas, con discusiones sobre su trabajo, habiendo aparecido en The New York Times, The Washington Post, The Guardian.
Brown ha aparecido en varios filmes documentales incluyendo:
- "The Value of the Humanities" (2014)
- "What is Democracy?" (dirigió Astra Taylor, 2018).[20][21]

Junto con Michel Feher, Brown ha coeditado las series de Zone Books:
- Near Futures
- Near Futures Online (suplemento digital)[22][23][24]

## Descripción de su obra
Brown ha establecido nuevos paradigmas en estudios legales críticos y en teoría feminista.
Brown ha producido cuerpos de trabajo, a partir de:
- la crítica de Karl Marx del capitalismo y su relación con la religión y el secularismo,[27][28][29]
- la utilidad de Friedrich Nietzsche para pensar sobre el poder y los trucos de la moralidad; con Max Weber sobre la organización moderna del poder, el psicoanálisis y sus implicancias para la identificación política.[30]
- la obra de Michel Foucault sobre la gobernanilidad y el neoliberalismo, así como de otros contemporáneos filósofos continentales.[31][32]

Al reunir estos recursos, junto con su propio pensamiento sobre una variedad de temas, el trabajo de Brown apunta a diagnosticar formaciones modernas y contemporáneas de poder político, y a discernir las amenazas a la democracia que conllevan dichas formaciones.

## Honores
Sus trabajos se han traducido a más de veinte idiomas y ha recibido muchos premios.

### Membresías
- miembro del Consejo de la American Political Science Association (2007–09)

- miembro y Presidenta de la Junta de Gobernadores del Instituto de Investigación de Humanidades de la UC (2009 a 2011).[35]

### Galardones
- en 2012, su texto Walled States, Waning Sovereignty (Estados amurallados, soberanía menguante) ganó el "Premio David Eastman".[36]

- en 2016, recibió el "Premio a la Docencia Distinguida", el honor más prestigioso de la UC Berkeley en enseñanza.[37]

- recibió una beca de investigación en humanidades del presidente de la UC (de 2017 a 2018)

- ganó una beca Guggenheim (de 2017 a 2018).[38][39]

## Vida pública

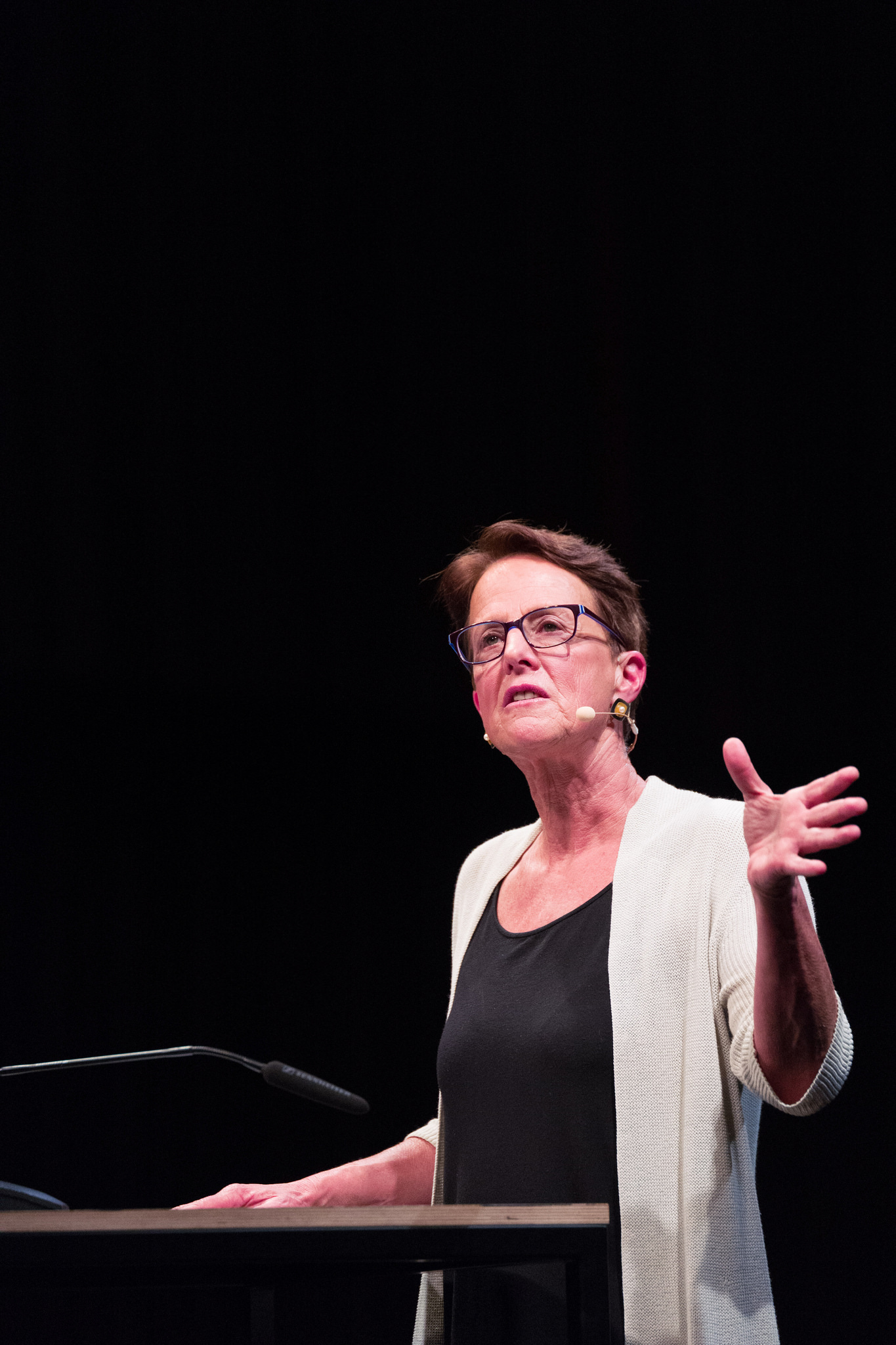
Wendy Brown, dando su ponencia, en las Conferencias sobre la Democracia en el HKW Berlín, 2017. Foto por Santiago Engelhard.

Como una destacada intelectual pública en EE. UU., Brown ha escrito y hablado sobre temas de libertad de expresión, educación pública, protestas y peticiones políticas, cuestiones LGBTQ, asalto sexual, Donald Trump, conservadurismo en los Estados Unidos, neoliberalismo, y otros asuntos de interés nacional e internacional.
Durante décadas, ha estado activa en los esfuerzos para resistir las medidas hacia la privatización del Sistema de la Universidad de California. En su calidad de copresidenta de la Asociación de Facultades de Berkeley, creó conciencia, organizó marchas y habló públicamente sobre la privatización de la educación pública.
Ha sido crítica con la decisión de la Universidad de reducir costos, al utilizar conferencistas, fuera de la planta permanente, en lugar de contratar a profesores de planta. En relación con esto, ha expresado su preocupación por los peligros de los programas de educación en línea propuestos por la UC.
Brown ha criticado a la Administración de la Universidad por su respuesta a asaltos sexuales. 

"Creo que muchos docentes sienten que hay acosadores repetitivos en nuestras Facultades, que nunca son acusados ... Los estudiantes graduados abandonan sus carreras y se ha permitido que tales perpetradores continuaran, y eso estuvo mal, nunca debería haber ocurrido", dijo.

En la "Marcha de las 99 Millas" a Sacramento, dirigió sus críticas a tendencias más generales:

"Marchamos para llamar la atención sobre la difícil situación de la educación pública en California; y, para implorar a los californianos que reinviertan en ella. A pesar de todos sus recursos, innovación, y riqueza, California se ha hundido hasta casi el fondo de la nación, al comparar gastos por estudiante, y nuestro sistema público de educación superior, una vez que fue la envidia del mundo, está en verdadero peligro ".

## Vida personal
Es nativa de California, y vive en su hogar de Berkeley, con su esposa Judith Butler y un hijo.

### Publicaciones en español
- En las ruinas del neoliberalismo. El ascenso de las políticas antidemocráticas en Occidente (Tinta Limón, Traficantes de Sueños y Futuro Anterior, 2020).
- “El neoliberalismo es una de las fuentes del ascenso de las formas fascistas y autoritarias”, Entrevista por Verónica Gago, Le Monde diplomatique, edición Cono Sur, 2020.
- "Los derechos como paradojas (Suffering Rights as Paradoxes)", Las Torres de Lucca: Revista Internacional de Filosofía Política 9 (17):243-261 (2020).

- El pueblo sin atributos: La secreta revolución del neoliberalismo. Barcelona, Malpaso, 2016.

### Libros en inglés
- Undoing the Demos: Neoliberalism's Stealth Revolution (Zone Books, 2015; 4ª impresión, 2017).
- Walled States, Waning Sovereignty (Zone Books, 2010, 2ª impresión con un nuevo prefacio., 2017).
- Regulating Aversion: Tolerance in the Age of Identity and Empire (Princeton University Press, 2006).
- Edgework: Critical Essays in Knowledge and Politics (Princeton University Press, 2005).
- Politics Out of History (Princeton University Press, 2001).
- States of Injury: Power and Freedom in Late Modernity (Princeton University Press, 1995).
- Manhood and Politics: A Feminist Reading in Political Thought (Rowman & Littlefield, 1988).

### Libros editados y en coautoría
- Authoritarianism, coautoría con Peter E. Gordon and Max Pensky (University of Chicago Press, 2018).

- Near Futures Online, "Europe at a Crossroads," coeditado con Michel Feher, William Callison, Milad Odabaei, Aurélie Windels, Punto No. 1 (marzo de 2016).

- The Power of Tolerance, coautoría con Rainer Forst (New York: Columbia University Press, 2014; Berlín: Turia & Kant, 2014).

- Is Critique Secular? Injury, Blasphemy and Free Speech, coautoría con Judith Butler, Saba Mahmood and Talal Asad (University of California Press, 2009); reeditado, con una nueva introducción de la coautora (Fordham University Press, 2015).

- Democracy in What State?, editó Giorgio Agamben, Alain Badiou, Daniel Bensaid, Wendy Brown, Jean-Luc Nancy, Jacques Ranciere, Kristin Ross, Slavoj Žižek. Tradujo William McCuaig (Columbia University Press, 2011).

- Left Legalism/Left Critique, coeditado con Janet Halley (Duke University Press, 2002).

### Capítulos de libros
- "Neoliberalism Against the Promise of Modernity: entrevista con Wendy Brown" (× Joost de Bloois), Critical Theory at a Crossroads: Conversations on Resistance in Times of Crisis, Stijn De Cauwer (ed.) (Columbia University Press, 2018).

- "Climate Change and Crises of Humanism," in Life Adrift: Climate Change, Migration, Critique, Andrew Baldwin and Giovanni Bettini (eds.), (Rowman & Littlefield International, 2017).

- "Neoliberalism and the Economization of Rights," Critical Theory in Critical Times: Transforming the Global Political and Economic Order, editó Penelope Deutscher and Cristina Lafont (Columbia University Press, 2017).
- "Religious Freedom's Oxymoronic Edge", Politics of Religious Freedom, Chicago: University of Chicago Press, 2015.
- con Joan Wallach Scott, "Power", Critical Terms for the Study of Gender, Chicago: University of Chicago Press, 2014.
- "Property of the Dead: The Jerusalem Museum of Tolerance and/on the Mamilla Cemetery," Laura Gioscia, ed. ¿Más allá de la tolerancia? Ciudadanía y diversidad en el Uruguay contemporáneo. Ediciones Trilce, Montevideo, Uruguay, 2014.
- "Civilizational Delusions: Secularism, Equality, Tolerance," Unveiling Democracy: Secularism and Religion in Liberal Democratic States, Maille, Nielsen and Salee, eds. (Brussels: PIE Peter Lang Publishers, 2013).
- "We are all democrats now...", Democracy in What State? (Columbia University Press, 2011).
- "Speaking Power to Truth," Truth and Democratic Politics, eds. Jeremy Elkins and Andrew Norris (University of Pennsylvania Press, 2012).
- "Thinking in Time: An Epilogue on Ethics and Politics", The Question of Gender: Joan W. Scott's Critical Feminism, Bloomington: Indiana University Press, 2011.
- "The Sacred, the Secular and the Profane: Charles Taylor and Karl Marx," in Varieties of Secularism in A Secular Age, editó Calhoun & VanAntwerpen (Harvard University Press, 2010).
- "Sovereign Hesitations," Derrida and the Time of the Political, eds. Pheng Cheah and Suzanne Guerlac (Duke University Press, 2009).
- "Subjects of Tolerance: Why We are Civilized and They are the Barbarians," Political Theologies: Public Religions in a Post-secular World, editó Hent de Vries & Lawrence E. Sullivan (Fordham University Press, 2006).
- "Political Idealization and Its Discontents," Dissent in Dangerous Times, Austin Sarat, ed. (Michigan University Press, 2004).
- "Renaissance Italy: Machiavelli," Feminist Interpretations of Niccoló Machiavelli, Maria Falco, ed. (Penn State University Press, 2004).
- "After Marriage," response to Mary Lyndon Shanley's "Just Marriage," in Just Marriage: On the Public Importance of Private Unions (Oxford University Press, 2004).
- "The Subject of Privacy," New Perspectives on Privacy, Beatte Roessler, ed. (Stanford University Press, 2004).
- "At the Edge," in What is Political Theory? ed. Donald Moon and Stephen White, Sage Publications, 2004.
- "Resisting Left Melancholia," Without Guarantees: Essays in Honor of Stuart Hall, eds. Paul Gilroy, Lawrence Grossberg, Angela McRobbie (Verso, 2000).